# لوئیس آرتیمه
لوئیس آرتیمه (اسپانیایی: Luis Artime‎؛ زادهٔ ۲ دسامبر ۱۹۳۸) بازیکن فوتبال پیشکسوت اهل آرژانتین است که در پست مهاجم بازی می‌کرد و بیش از ۱۰۰۰ گل در دوران حرفه‌ای خود به ثمر رساند. پسرش لوئیس فابیان آرتیمه نیز بازیکن فوتبال پیشکسوت است که در دهه نود میلادی بازی می‌کرد.